# アルフォンソ・ファレロ
アルフォンソ・ファレロ・フォルゴソ（Alfonso Falero Folgoso）は、スペインの日本学者、神道学者。専門は日本思想史、神道学。 

## 経歴
1981年、スペイン国アンダルシア州にあるグラナダ大学哲学科卒業。その後、日本へ渡り、2年半にわたってさまざまな活動を行った。博士論文準備のためスペインに一時帰国。その後、日本に戻り、1990年から1998年までの7年半の間に2つの大学に留学した。まず、大阪外国語大学で日本語を、その後、東京にある國學院大學で日本思想を学んだ。國學院大学では、当時の神道神学研究の第一人者であった上田賢治教授に師事した。日本語による論文を書き『The Concept of Sin (tsumi) in Christian Thought and the Shintō; a Comparative Study』（キリスト教思想と神道における罪の概念、比較研究）で神道学の博士号を取得し、この分野では同大学初の外国人研究者となった。
スペインに帰国後はサラマンカ大学で教鞭をとり、言語学部に日本研究部門を新設した。これは、この専門分野を教える4つのスペインセンターのひとつである。彼はスペイン語と日本語の比較研究を導入した。

## 研究
アルフォンソ・ファレロはサラマンカ大学言語学部の日本思想史教授として、日本学者（ニポノロジスト）として主に以下の3つの分野で研究を行っている。現在、スペイン語圏における神道研究の第一人者であり、同世代の日本思想研究者の中でも傑出した存在である。
- 普遍思想史から見た日本思想。
- 普遍宗教史から見た神道史。
- 普遍的な文学史・美学思想史から見た日本文学美学史。

## 主な著作
- 『日本古典文学へのアプローチ』 Aproximación a la literatura clásonesica japonesa, Salamanca, Amarú Ediciones, 2014.
- 『神道へのアプローチ』 Approximación al shintoísmo, Salamanca, Amarú Ediciones, 2007[2]
- 『日本文化へのアプローチ』 Aproximación a la cultura japonesa, Salamanca, Amarú Ediciones, 2006[3]

### 共著
- 『東洋学700年記念』 Séptimo centenario de los estudios orientales en Salamanca, Ediciones Universidad de Salamanca, 2012.

### 編著・翻訳
- 『美学と解釈学に関する論考 粋と風流』 Iki y fūryū: Ensayos de estética y hermenéutica, Valencia, Alfons el Magnànim, 2007

他の著作は、外部リンクより参照のこと。

## 参照
- Niponología （日本学）
- Grupo de Investigación Humanismo-Europa
- Instituto Juan Andrés de Comparatística y Globalización